# Stenbittjärnen (Sundsjö socken, Jämtland)
Stenbittjärnen är en sjö i Bräcke kommun i Jämtland och ingår i Indalsälvens huvudavrinningsområde.